# Klub Koszykówki Start Gdynia
Lo Start Gdynia è la squadra di pallacanestro di riserve del Prokom Gdynia, fondata nel 2011. Gioca nel campionato polacco.